# Мурей, Яков Исаакович
Яков Исаакович Мурей (род. 2 августа 1941, Москва) — советский и израильский шахматист, гроссмейстер (1987). Международный мастер шахмат по переписке.
В 1959 году в составе юношеской сборной Москвы выиграл командное первенство СССР.
В 1977 году иммигрировал в Израиль.
В 1978 году был секундантом Виктора Корчного на матче против Анатолия Карпова.
С 1980 по 1984 гг. представлял команду Израиля на трёх олимпиадах по шахматам:
- В 1980 году, на 4-й доске, на 24-й Олимпиаде в Ла-Валлетте (+6 −4 =1);
- В 1982 году, на 2-й доске, на 25-й Олимпиаде в Люцерне (+6 −4 =3);
- В 1984 году, первый запасной, на 26-й Олимпиаде в Салониках (+2 −2 =3).

В 1982 году занял 7 место в межзональном турнире в Москве, в 1987 году стал гроссмейстером.
В 2001 году победил на чемпионате Европы среди сеньоров. Победитель первого командного чемпионата мира среди сеньоров (2004).

## Изменения рейтинга
| Графики недоступны из-за технических проблем. См. информацию на Фабрикаторе и на mediawiki.org. |